# Orrville (Alabama)
Orrville – miasto w Stanach Zjednoczonych, w stanie Alabama, w hrabstwie Dallas. W roku 2023 miasto zamieszkiwały 143 osoby, a gęstość zaludnienia wynosiła 53 osoby/km².